# Dall'inferno EP
Dall'inferno EP è il terzo EP del cantante Marco Mengoni, pubblicato il 24 aprile 2012 dalla Sony Music.

## Descrizione
Pubblicato per il solo download digitale, Dall'inferno EP contiene l'omonimo brano accompagnato dal relativo videoclip e dal making of di quest'ultimo, oltre anche a un video che racchiude un'esecuzione dal vivo del brano Come ti senti.

## Tracce
Download digitale
1. Dall'inferno – 4:01
2. Dall'inferno (Videoclip) – 4:10
3. Dall'inferno (Backstage) – 7:42
4. Come ti senti (Live) (Video) – 3:20